# Шах, Абхишек Пратап
Абхишек Пратап Шах (непальск. अभिषेक प्रताप शाह; род. 5 октября 1983, Раутахат, Мадхеш, Непал) — непальский политический деятель, депутат 1-го и 2-го Учредительных собраний (2008—2017) и Палаты представителей (с 2018).

## Биография
Родился 5 октября 1983 года в районе Раутахат, Непал.
После окончания средней школы поступил в Национальный институт технологий и менеджмента имени Бабу Банараси Даса в Лакхнау, где получил степень бакалавра в области делового администрирования.
В январе 2008 года «Национал-демократическая партия Непала» выдвинула Шаха на депутатское место его отца Аджая Пратапа Шаха, который скончался незадолго до этого. В марте 2008 года он объявил о своём выходе из партии и присоединился к Непальскому форуму «Мадхеши Джана Адхикар», от которого был избран депутатом 1-го Учредительного собрания Непала на парламентских выборах в апреле 2008 года. На парламентских выборах 2013 года он был избран во 2-е Учредительное собрание Непала, а позднее присоединился к политической партии «Непальский конгресс».
На первых парламентских выборах 2017 года он был избран депутатом Палаты представителей Непала от 3-го избирательного округа Капилвасту, официально вступив в должность 4 марта 2018 года.